# 新英格兰 (北达科他州)
新英格兰（英語：New England），是美国北达科他州下属的一座城市。根据2010年美国人口普查，该市有人口600人。2011年估计该市有人口607人，相对于2010年，增长率为1.17%。